# Biotopo Sommersurs
Il Biotopo Sommersurs (o Biotop Sommersürs) è un'area naturale protetta che si trova nel territorio comunale di Naz-Sciaves, in Alto Adige. Fu istituita nel 1986.
Occupa una superficie di 2,67 ha nella provincia autonoma di Bolzano.

## Flora
Tra le specie presenti nel biotopo ci sono la Canna di palude (Phragmites australis), la Tifa (Typha latifolia), il Giunco (Scirpus lacustris), la Lenticchia d'acqua (Lemna minor), il Ceratophyllum submersum.